# Harouah
Harouah est un grand majordome de la divine épouse du dieu durant la XXVe dynastie. L'importance du personnage est démontrée par huit statues dans diverses attitudes conservées dans les collections égyptiennes des musées du Caire, Leipzig, Londres et Paris.

## Sépulture
|                    | Harouah                                                             |  |
| ------------------ | ------------------------------------------------------------------- |  |
| Type               |                                                                     |  |
|                    |                                                                     |  |
| Emplacement        | Nécropole thébaine (TT37)                                           |  |
| Date de découverte |                                                                     |  |
| Découvreur         |                                                                     |  |
| Fouilles           | Francesco Tiradritti (Mission archéologique italienne Louxor)       |  |
| Objets découverts  | Huit statues Figurines funéraires en pierre et en faïence Ouchebtis |  |